# Districtul Boufarik
Boufarik este un district din provincia Blida, Algeria.